# ألاتروفلوكساسين
الأتروفلوكساسين (تروفان IV) هو مضاد حيوي من فئة الفلوروكينولونات تم تطويره بواسطة شركة فايزر، ويُقدم كملح الميسيلات ‏.

## الزمرة والخصائص
- مضاد حيوي واسع الطيف من زمرة الكينولونات.
- تم سحب كل من ألاتروفلوكساسين وتروفافلوكساسين سوق الولايات المتحدة في عام 2001.

## الاستطباب
يستخدم هذا الدواء لعلاج العدوى الخطيرة التي تهدد حياة المريض.

## الآثار الجانبية
- دوخة، غثيان، لصداع، تغيير في الطعم، الإحساس أو الشعور بالألم في موضع الحقن.
- نادراً: قيء، إسهال، آلام في المعدة، بول داكن، اصفرار الجلد أو العينين.
- من المستبعد جداً: ألم في الصدر، خفقان القلب السريع بشكل غير عادي، التهاب الحلق أو الحمى المستمرة، ضعف العضلات أو تشنجات أو ألم أو تورم الأوتار (على سبيل المثال:أوتار اليد والكتف والكاحل)، النزف أو الكدمات، زيادة الحساسية للشمس (حروق الشمس)، تغيرات في المزاج، مشاكل في الرؤية، زيادة العطش أو الجوع، تغير في كمية البول.

## الجرعة وطريقة الاستعمال
- يتم إعطاء هذا الدواء ببطء عن طريق الوريد (IV) بالضبط حسب توجيهات الطبيب، وعادة مرة واحدة يوميا.
- المضادات الحيوية تعمل بشكل أفضل عندما يتم الاحتفاظ بكمية الدواء في الجسم عند مستوى ثابت، يتم القيام بذلك عن طريق استخدام الدواء في نفس الوقت كل يوم.
- الاستمرار في استخدام هذا الدواء حتى يتم الانتهاء من الكمية المحددة حتى لو اختفت الأعراض بعد بضعة أيام.
- أذا تم توقيف الدواء في وقت مبكر جدا يسمح للبكتيريا ان تستمر في النمو مما يؤدى إلى انتكاسة العدوى.
- استخدام هذا الدواء لأكثر من 14 يوما غير مستحسن.

## تحذيرات
- لا ينبغي أن يعطى هذا الدواء مع أي محلول يحتوي على كاتيونات متعددي (على سبيل المثال: المغنيزيوم أو الكالسيوم) في نفس IV.
- يجب التحقق بصرياً عن أي جسيمات أو تغير في لون المحلول (يجب أن يكون عديم اللون أو أصفر شاحب).